# Domaine d'Ōgaki

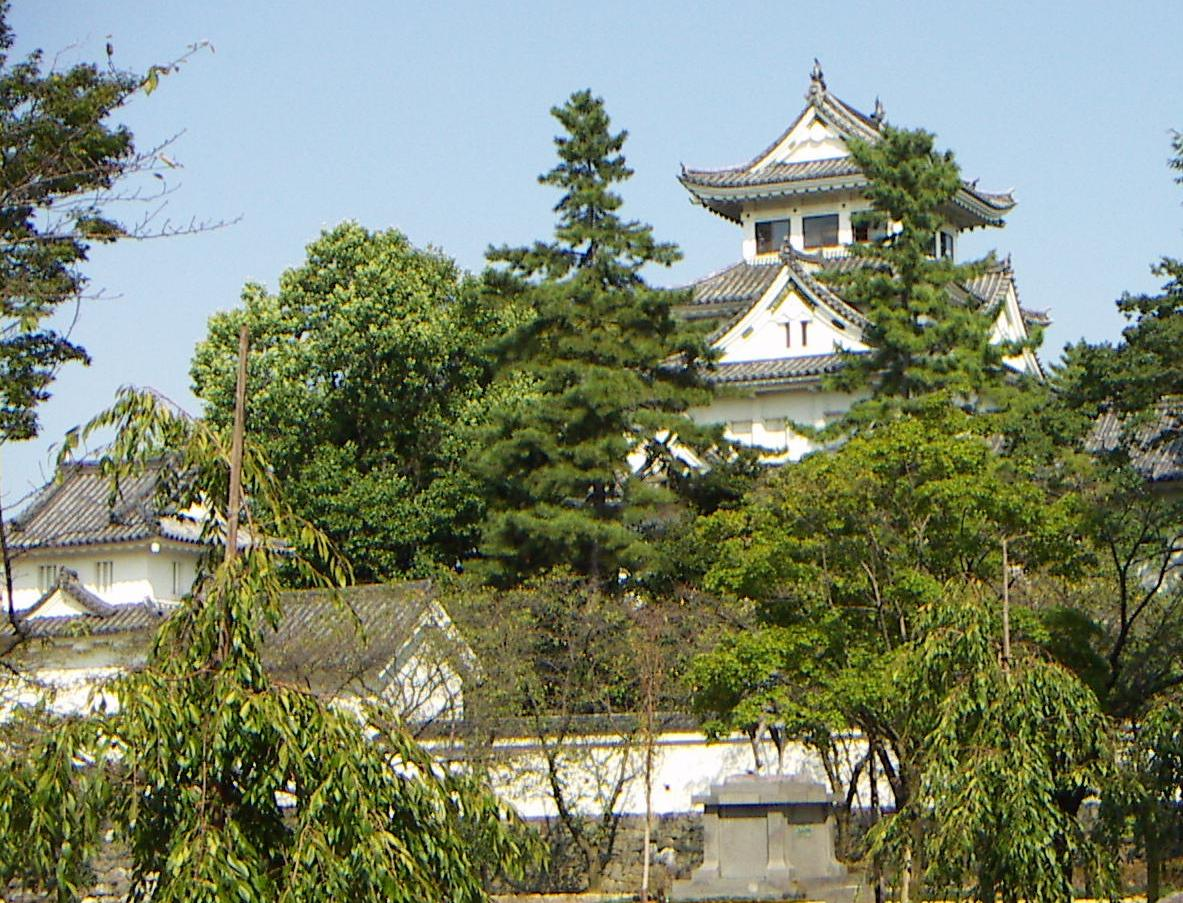
Château d'Ōgaki.

Le domaine d'Ōgaki (大垣藩, Ōgaki-han) était un domaine japonais au cours de l'époque d'Edo, situé dans la province de Mino (aujourd'hui à Ōgaki dans la préfecture de Gifu).

## Histoire
Historiquement, la région d'Ōgaki était un passage de la province de Mino vers la province d'Ōmi. Il était essentiel à Saitō Dōsan et plus tard à Nobunaga Oda. Durant la période d'Edo, le domaine a changé de mains plusieurs fois avant d'être donné au clan Toda qui l'a dirigé jusqu'à la restauration de Meiji.

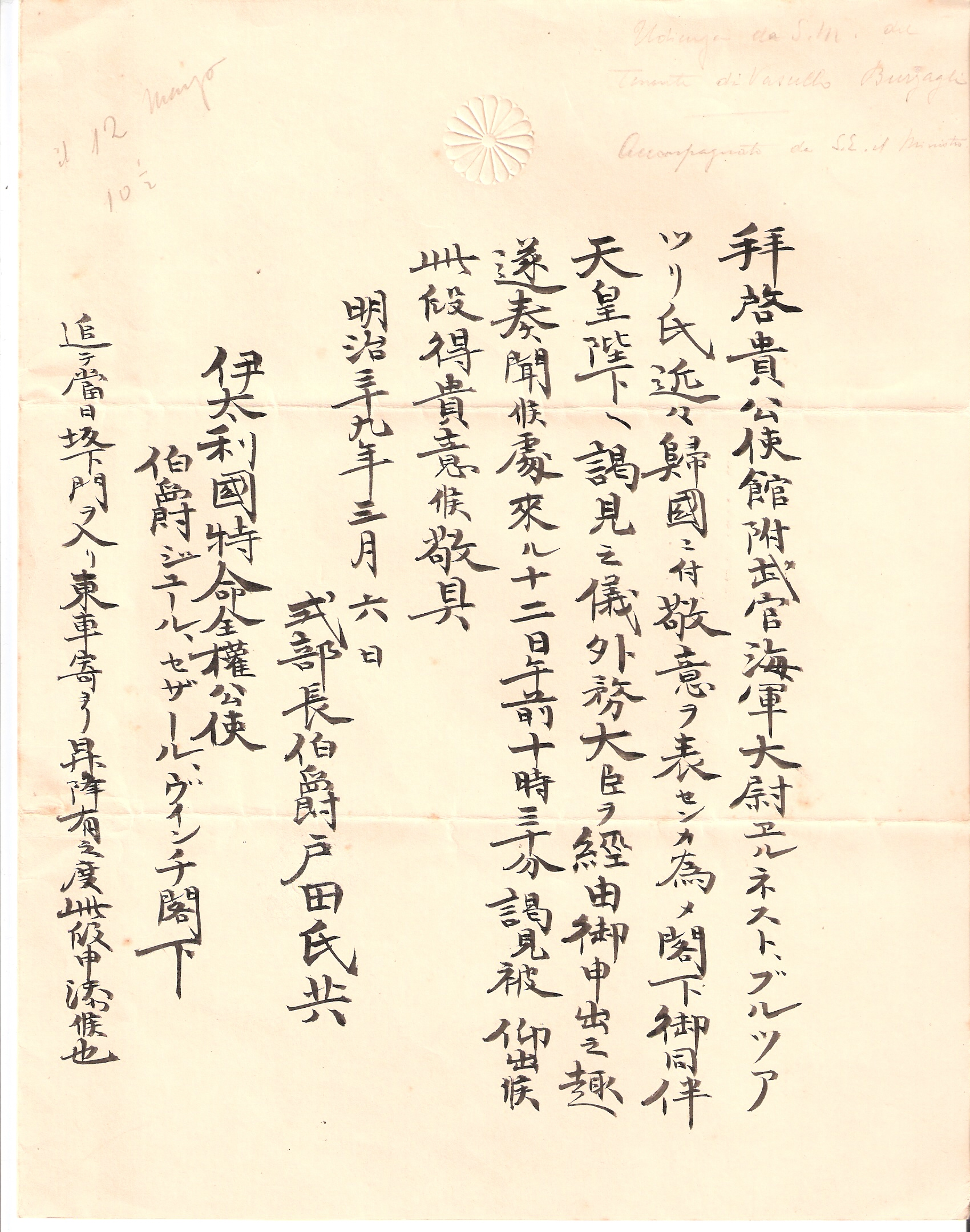
Lettre sur papier impérial, signée par Toda Ujitaka, invitant l'attaché naval italien Ernesto Burzagli à une réception de l'empereur Meiji à la fin de la guerre russo-japonaise (1906).

Le domaine d'Ōgaki a participé à la guerre de Boshin, d'abord du côté du shogunat, puis de l'armée impériale pendant la bataille d'Aizu et l'Alliance du Nord (Ōuetsu Reppan Dōmei).
Pendant l'ère Meiji, la famille Toda d'Ōgaki a reçu le rang de vicomte (伯爵, hakushaku) dans la nouvelle noblesse kazoku.

## Liste de daimyos
- Clan Ishikawa (fudai daimyo ; 50 000 koku)

1. Ishikawa Yasumichi
2. Ishikawa Ienari
3. Ishikawa Tadafusa

- Clan Matsudaira (Hisamatsu) (fudai daimyo ; 20 000 koku)

1. Matsudaira Tadayoshi
2. Matsudaira Norinaga

- Clan Abe (fudai ; 50 000 koku)

1. Abe Nagamori
2. Abe Nobukatsu

- Clan Matsudaira (Hisamatsu) (shinpan daimyo ; 60 000 koku)

1. Matsudaira Sadatsuna

- Clan Toda (fudai ; 100 000 koku)

1. Toda Ujikane
2. Toda Ujinobu
3. Toda Ujiaki
4. Toda Ujisada
5. Toda Ujinaga
6. Toda Ujihide
7. Toda Ujinori
8. Toda Ujikane
9. Toda Ujimasa
10. Toda Ujiakira
11. Toda Ujitaka
12. Toda Ujihide

## Dans la fiction
Le domaine d'Ōgaki est le cadre du roman Hanamushiro (Le Tapis de fleurs) de Shūgorō Yamamoto.